# Andreas Baumann (Regisseur)
Andreas Baumann (* 20. Mai 1949; † 16. August 2019) war ein deutscher Opernregisseur und Hochschullehrer.

## Leben
Andreas Baumann leitete von 1981 bis 1991 die Oper Halle. Des Weiteren war er am Theater Meißen, bei den Landesbühnen Sachsen und an der Staatsoperette Dresden aktiv. Baumann war von 1974 bis 2015 Lehrer an der Hochschule für Musik Carl Maria von Weber Dresden. Ab 1991 war er dort als Professor tätig, 2006 wurde er zum Prorektor gewählt. Außerdem war Baumann 2013 Mitgründer und erster Leiter der Dresdner Meisterkurse Musik. 2018 erhielt er die Ehrensenatorenwürde seiner Hochschule.
1986 wurde er mit dem Händelpreis des Bezirkes Halle ausgezeichnet.
Baumann wurde auf dem Kirchfriedhof in Brockwitz beerdigt.